# Cayo Septicio Claro
Cayo Septicio Claro (en latín : Gaius Septicius Clarus ) (c. 70 – posterior 122), fue un prefecto del pretorio de la Guardia Pretoriana del Imperio Romano entre los años 118 y 122 durante la época del emperador Adriano. Amigo íntimo tanto del escritor Plinio el Joven como del historiador Suetonio, este último le dedicó su libro Vidas de los doce césares (De vita Caesarum).

## Biografía
Las fechas biográficas de Septicio Claro son en gran parte inciertas. Se puede obtener información sobre su carrera de la Historia Augusta y las cartas de su amigo Plinio el Joven.
Pertenecía a la Gens Erucia que en el segundo siglo del Imperio Romano sus miembros alcanzaron una distinción considerable.
Se conservan algunas de las epístolas de Plinio dirigidas a él, que lo describe como "quo nihil verius, nihil simplicius, nihil candidius, nihil fidelius novit" (Nunca he encontrado a nadie tan sincero, tan sencillo, tan franco y tanto digno de confianza). En la propia carta, el autor indica que fue el destinatario quien inició la publicación de las cartas.
Recibió el cargo de prefecto del pretorio en 118, poco después de la ascensión de Adriano al trono imperial, siendo beneficiado con riquezas por el emperador.
Sin embargo, en 122 como consecuencia de los rumores en la corte imperial de los amoríos de su amigo Suetonio (quien se desempeñaba como secretario ab epistulis del emperador o jefe de la cancillería imperial) con la emperatriz consorte Vibia Sabina durante la ausencia del emperador en Britania, al regreso Adriano lo acusó de negligente y desleal, aplicándole la misma sanción que a Suetonio: la destitución de sus cargos y la expulsión de ambos de la corte imperial.
Toda información posterior a su caída en desgracia con el emperador es desconocida, incluso el lugar y la fecha de su muerte.